# Николаус фон Волкенщайн
Николаус фон Волкенщайн (на немски: Nikolaus von Wolkenstein, Nikolaus von Wolkenstein und Rodenegg, Nikolaus Freiherr von Wolkenstein; * 4 януари 1587, дворец Брук, Лиенц; † 6 април 1624, Падуа) е фрайхер от род Волкенщайн-Роденег от Тирол, епископ на Кимзе (1619 – 1624).

## Живот
Той е син на Кристоф фон Волкенщеин „Младия“ (1516 – 1615) и Урсула фон Мадруцо.
Най-големият му брат Фортунат наследява баща им. Николаус започва духовна кариера. Той първо е домхер вБресаноне и Тренто и от 1604 г. в Залцбург, където птрез 1610 г. става дворцов съветник и 1612 г. щатхалтер.
На 8 март 1619 г. архиепископът на Залцбург Маркус Зитикус фон Хоенемс го назначава за епископ на Кимзе. Започва службата си на 10 септември 1619 г.
Николаус умира по време на пътуване в Падуа. Погребан е във фамилната гробница на род Волкенщайн във францисканската църква на Борго Валсугана.